# 우크라이나의 탈러시아화
우크라이나의 탈러시아화(우크라이나어: Дерусифікація/деросіянізація в Україні)는 우크라이나에서 소련 이후 러시아의 영향력을 제거하는 과정이다. 이 탈러시아화는 1991년 소련의 붕괴 이후 시작되었으며, 2014년 유로마이단 기간 동안 레닌 기념물 철거와 이후 체계적인 우크라이나의 탈공산화 과정으로 강화되었다. 러시아-우크라이나 전쟁은 이 과정에 강력한 추진력을 제공했다. 탈공산화와 더불어 탈러시아화는 우크라이나의 탈식민지화라는 더 큰 과정의 한 구성 요소로 묘사되었다.
이 과정은 러시아 국가 및 문화 인물을 따서 명명되었거나 러시아주의 및 러시아 세계관을 반영한다고 여겨지거나 또는 러시아와 관련이 있는 지명의 이름을 변경하는 형태로 나타난다. 또한 이 과정에는 러시아 통치 시대의 대상물(예: 명판, 표지판, 기념물, 흉상, 패널) 해체도 포함된다. 2022년 4월 8일, 사회학 그룹 레이팅의 여론 조사에 따르면, 우크라이나인의 76%가 러시아와 관련된 거리 및 기타 대상의 이름을 변경하는 계획을 지지했다.
2023년 3월, 우크라이나 의회는 러시아와 관련된 지명을 금지하는 우크라이나 법률 "우크라이나의 러시아 제국 정책 선전 규탄 및 금지와 지명 탈식민지화에 관한 법률"을 통과시켰다. 2023년 4월 21일, 볼로디미르 젤렌스키 대통령이 이 법안에 서명했다. 이 법은 러시아, 우크라이나(또는 다른 나라)에 대한 침략을 수행한 개인, 그리고 러시아 제국 및 소련과 관련된 전체주의 정책 및 관행을 상징하거나 찬양하는 지명을 금지하며, 러시아 점령지에 거주하는 우크라이나인도 포함된다. 이 법에 따라 일련의 지명들이 이미 변경되었다.

## 역사

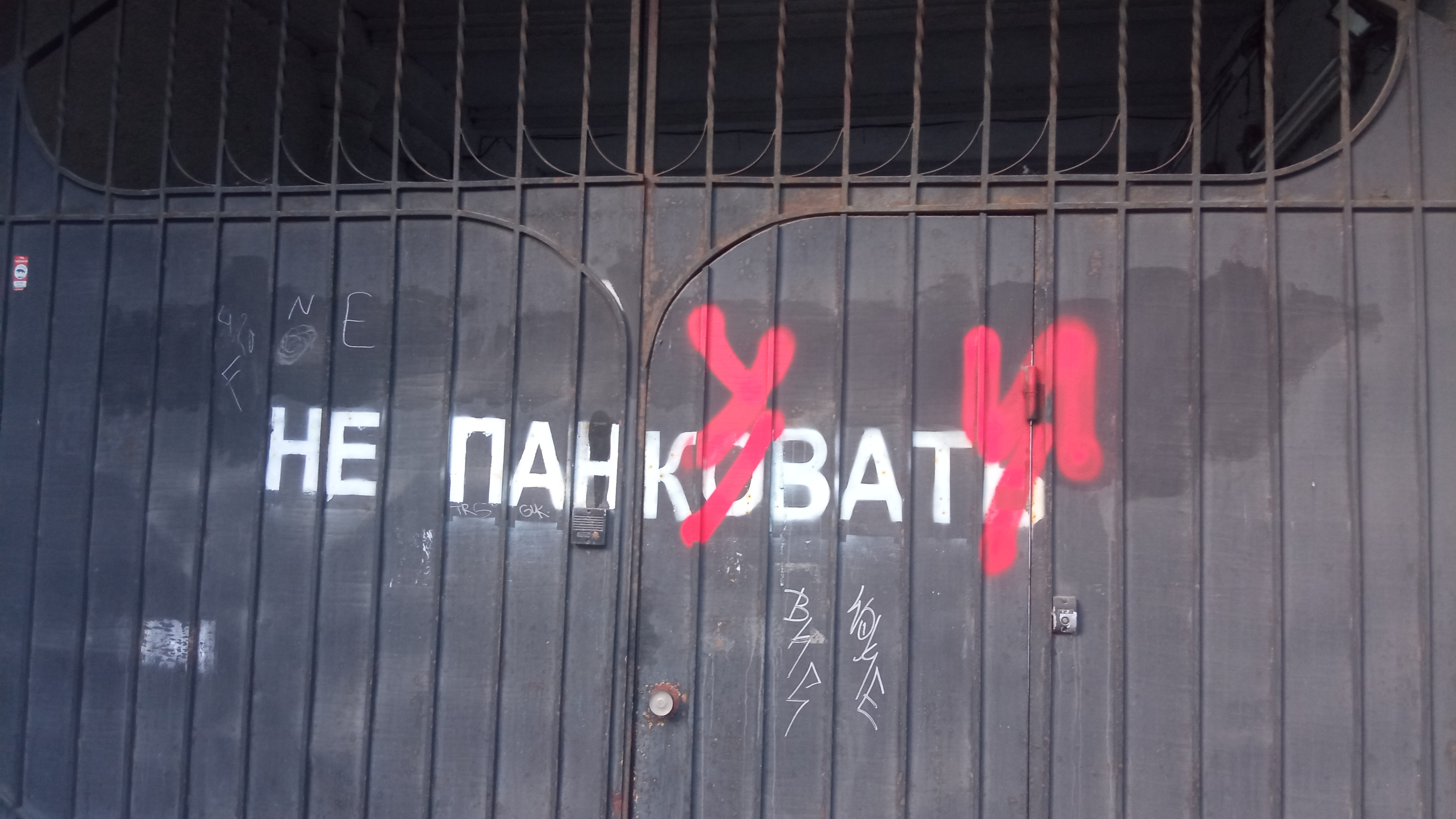
키이우의 낙서가 러시아어에서 우크라이나어 철자로 변경되었다

이 과정은 소련의 붕괴와 함께 시작되었으나, 탈공산화 문제가 훨씬 더 큰 문제였기 때문에 탈러시아화는 상대적으로 주목을 받지 못했다. 2014년 이후 두 과정은 밀접하게 얽혔고, 초기에는 대부분 자발적이고 비체계적으로 진행되었다. 우크라이나의 탈공산화 과정이 2022년까지 거의 완료되면서, 러시아의 우크라이나 침공 이후 탈러시아화 과정은 더욱 강화되었다. 마을과 도시에서 거리 이름이 변경되고 소비에트-러시아 기념물이 철거되었다. 건축물뿐만 아니라 러시아와 관련된 거리 이름도 탈러시아화되었다. 르비우, 드니프로, 키이우 및 하르키우에서 변화가 일어났다. 이바노프란키우스크는 우크라이나에서 러시아 지명이 완전히 사라진 첫 번째 도시가 되었다.
2022년 6월, 키이우 시는 러시아 이름이 붙은 거리와 광장의 이름을 변경할 우크라이나 이름을 선정하기 위해 전자 투표를 실시했다. 650만 명의 우크라이나인이 이 투표에 참여했다.
문화정보정책부 장관 올렉산드르 트카첸코는 우크라이나의 탈러시아화가 자연스럽게 일어날 것이라고 밝혔다 그리고 "러시아 제국주의적, 소비에트 이데올로기의 상징들과 영원히 작별할 때가 되었다"고 말했다. 그는 또한 우크라이나 정부가 "문화유산 보호에 관한 우크라이나 법률 개정안" 문서 초안을 승인했으며, 이는 러시아 제국주의 및 소비에트 전체주의 정치와 이데올로기를 상징하는 문화유산 기념물을 우크라이나 국유 부동 문화재 등록부에서 삭제할 법적 근거를 제공할 것이라고 언급했다.
2023년 4월 21일, 볼로디미르 젤렌스키 대통령은 우크라이나 법률 "우크라이나의 러시아 제국 정책 선전 규탄 및 금지와 지명 탈식민지화에 관한 법률"에 서명했다. 이 법은 러시아와 소련, 그들의 기념 장소, 날짜, 사건, 우크라이나(또는 다른 나라)에 대한 침략을 감행한 개인, 그리고 러시아 점령지 내 우크라이나인을 포함한 소비에트 연방과 러시아의 전체주의 정책 및 관행을 상징하거나 찬양하는 지명을 금지한다.

## 시행된 정책

### 우크라이나어 진흥
- 2016년 10월 17일, 우크라이나 인프라부 장관 볼로디미르 오멜랸은 직원들에게 보리스필 국제공항 및 우크라이나의 다른 공항에서 러시아어 및 공산주의 명칭을 제거하도록 지시했다. 오멜랸에 따르면, 전자 게시판 및 표지판에 표시되거나 확성기로 발표되는 모든 정보는 우크라이나어와 영어로만 제공되어야 한다. 그는 "이것은 단순히 국어 사용의 문제가 아니라 자기 존중의 문제"라고 말했다.[13]
- 2017년 5월 23일, 키이우 시의회가 채택한 "키이우 시 광고 매체 배치 규칙"이 발효되었다. 이제 수도의 모든 광고는 우크라이나어로 되어야 한다.[14]
- 2017년 10월 5일, 키이우 시의회는 "키이우 시 지역 언어 정책 보장 조치에 관한 결정"을 채택하여, 키이우 시에서 우크라이나어가 모든 지방 자치 단체, 기업, 기관 및 공유 재산 소유 조직의 업무, 기록 관리 및 문서화 언어이자 공식 발표 및 메시지 언어임을 확립했다.[15][16]
- 2017년 11월 2일, 지토미르주 의회는 지역 서비스 부문의 탈러시아화에 대한 결정을 채택했다. "지토미르 지역의 언어 환경에서 소비에트 점령의 결과 극복에 관한 결정"에서 우크라이나어를 지방 자치 단체, 기업, 기관 및 공유 재산 소유 조직의 업무, 기록 관리 및 문서화 언어로 사용할 것을 권장한다. 또한 광고, 표지판, 포스터, 공지사항 및 기타 형태의 오디오, 사진, 비디오 광고 제품 및 가격표는 우크라이나어로 되어야 한다.[17]
- 2017년 12월 12일, 체르카시 시의회는 "체르카시 시 지역 언어 정책 보장 조치에 관한 결정"을 채택했으며, 이에 따라 우크라이나어가 도시 생활의 모든 영역에서 주요 언어가 되었다. 식당 메뉴, 광고, 표지판 및 포스터는 우크라이나어로 되어야 한다.[18]
- 2018년 2월 15일, 크로피우니츠키 시의회 회의에서 "지역 언어 정책 보장 조치에 관한 결정 초안"이 채택되었다. 이 결정은 도시 내의 모든 기관, 기업, 조직의 명칭, 표지판, 포스터, 공공 공지, 광고는 오직 우크라이나어로 되어야 한다고 명시하고 있다. 또한 모든 케이터링 시설은 국어로 된 메뉴를 갖추고 방문객에게 우선적으로 제공해야 한다. 직원은 고객과 주로 우크라이나어로 소통하고, 소비자의 요청이 있을 경우에만 다른 언어로 전환해야 한다.[19]
- 2018년 2월 16일, 르비우 시의회는 "르비우 시의 서비스 제공, 무역 및 상품 및 서비스 정보 제공 분야에서 시민에 대한 서비스 언어 규제에 관한 결의안"을 승인했다. 이 결의안은 케이터링 및 서비스 시설에 우크라이나어와 영어로 서비스를 제공할 것을 권장한다. 또한 이 문서는 르비우의 모든 표지판, 포스터, 공지사항 및 가격표가 국어로 되어야 한다고 명시하고 있다.[20]
- 2018년 5월 31일, 우크라이나 대통령 페트로 포로셴코는 "우크라이나어의 국어 지위를 강화하고 우크라이나의 통합 문화 공간 조성을 촉진하기 위한 긴급 조치에 관한 법령"에 서명했다. 이 법령은 우크라이나 전역의 모든 공공 생활 영역에서 우크라이나어가 국어로서 포괄적으로 발전하고 기능하도록 헌법적 보장을 준수하고, 국가적 언어 및 문화 정보 공간을 보호해야 할 필요성을 고려하여 국가 통합을 강화하는 수단으로서 우크라이나 사회에서 우크라이나어의 통합적 역할을 강화하며, 국가 문화의 발전을 지원하고 유럽 및 세계 문화 공간으로의 통합 과정을 장려하는 것을 목표로 했다.[21]
- 2018년 10월 4일, 최고 라다 의원 261명이 국어로서의 우크라이나어 기능 지원에 관한 법률 초안(제5670-d호)을 1차 독회에서 찬성했다. 법률 초안의 2차 독회를 위한 준비는 약 4개월 동안 진행되었다. 이 기간 동안 최고 라다 문화 및 영성 위원회는 의원들이 제출한 2천 개 이상의 수정안을 검토했다.[22]
- 2019년 4월 25일, 최고 라다는 국어로서의 우크라이나어 기능 지원에 관한 법률을 2차 독회에서 채택했다.[23]
- 2019년 5월 14일, 우크라이나 최고 라다는 이전에 채택된 국어로서의 우크라이나어 기능에 관한 법률 서명을 막는 결의안 초안을 부결시켰다. 최고 라다 의장 안드리 파루비는 국어로서의 우크라이나어 기능에 관한 법률에 서명했다.[24]
- 2019년 5월 15일, 페트로 포로셴코 대통령은 국어로서의 우크라이나어 기능 지원에 관한 법률에 서명했으며,[25] 다음 날 우크라이나의 소리에 이 법률이 발표되었다. 이 법률은 발표일로부터 2개월 후에 발효된다.[26]

### 러시아어 강등
- 2018년 2월 28일, 우크라이나 헌법재판소는 2012년 콜레스니첸코-키발로프 법률이 위헌임을 선언하여 사실상 이를 폐지했다.[27] 이 법률은 러시아어 및 기타 소수 민족 언어를 우크라이나의 지역 언어로 인정하여, 소수 민족 인구가 10%를 초과하는 우크라이나 지역의 법원, 학교 및 기타 정부 기관에서 해당 언어를 사용할 수 있도록 허용했다.[28]
- 2018년 4월 12일, 미콜라이우주 의회는 최근 헌법재판소에 의해 무효화된 콜레스니첸코-키발로프 법률에 따라 부여된 러시아어의 지역 언어 지위를 철회하는 동의안을 부결시켰다.[29]
- 2018년 4월 25일, 오데사 시의회는 53명의 의원 중 50명의 다수결로 키발로프-콜레스니첸코 언어 법률 시행에 관한 규정을 개정하지 않기로 결정했다. 이 법률은 최근 헌법재판소에 의해 무효화되었음에도 불구하고 이같이 결정했다.[30]
- 2018년 12월 6일, 하르키우주 의회 의원들은 러시아어에 지역 지위를 부여하는 결정을 취소하기로 투표했다.[31]
- 2019년 5월 6일, 드니프로페트로우스크 지방 행정 법원은 드니프로 시에서 러시아어에 지역 언어 지위를 부여하는 결정을 취소했다.[32]
- 2019년 6월 7일, 도네츠크 지방 행정 법원은 도네츠크 지역에서 러시아어에 지역 언어 지위를 부여하는 결정을 취소했다. 신청자는 우크라이나 내 우크라이나인 권리를 위한 잘 알려진 투쟁가이자 르비우 이반 프랑코 국립대학교 프로그래밍 학과 부교수인 스비아토슬라우 리틴스키이다.[33]
- 루한스크주의 여러 마을 의회는 러시아어에 지역 언어 지위를 부여하는 결정을 취소했다: 2019년 9월 26일 홀루비우스크 마을 의회; 2019년 10월 1일 노보보디안스크 마을; 2019년 10월 3일 에피파니 마을 의회; 2019년 11월 4일 마케이우 마을 의회; 2019년 11월 7일 노보미킬스크 마을 의회; 2019년 11월 21일 미하일로 마을 의회.[34]
- 2020년 10월 23일, 자포리자 지방 행정 법원은 자포리자 시에서 러시아어에 지역 언어 지위를 부여하는 결정을 취소했다.[35]
- 2020년 12월 4일, 오데사 지방 행정 법원은 오데사주에서 러시아어에 지역 언어 지위를 부여하는 결정을 취소했다.[36]

### 지명 변경

#### 키이우
- 2016년 12월 14일, 키이우 시의회 문화, 관광 및 정보 정책 상임위원회는 "거리, 대로, 골목의 이름 변경, 키이우 시의 이름 명확화 및 역사적 이름 환원에 관한 결정 초안"을 승인했다. 이 초안은 두 개의 거리와 한 개의 골목의 이름을 수정할 것을 제안한다. 변경 사항은 고유 명사의 철자에만 해당된다.[37]
- 2018년 2월 22일, 키이우 시의회는 키이우의 9개 거리 및 골목 이름을 탈러시아화하기로 결정했다.[38]
- 2018년 12월 6일, 키이우 시의회는 노보로시스크 광장을 체르니히우스카로, 톨스토이 거리를 볼로디미르 베츠 거리로 이름을 변경했다.[39]
- 2023년 3월 27일, 키이우 시의회는 시의 유리 가가린 거리(소련/러시아 우주비행사의 이름을 따서 명명됨)를 레오니드 카데니우크 대로(카데니우크는 독립 우크라이나의 첫 우주비행사였음)로 변경했다.[40]
- 2023년 5월 18일, 키이우 시의회는 키이우 지하철의 플로시차 레바 톨스토호("레프 톨스토이 광장") 역을 플로시차 우크라인스키흐 헤로이우("우크라이나 영웅 광장")로, 드루즈비 나로디우("인민 우의") 역을 즈비리네츠카로, 건설 중인 프로스펙트 프라우디("프라우다 대로") 역을 바르샤우스카로 변경하는 등 26개의 도시 시설 이름을 추가로 변경했다.[41] 이 이름 변경으로 총 314개의 도시 시설이 새로운 이름을 갖게 되었다.[41]

#### 다른 지역
- 2016년 2월 4일, 최고 라다는 러시아 국가 인물의 이름을 딴 여러 정착촌의 이름을 변경하는 "특정 정착촌 및 라이온스 이름 변경에 관한 결의안"을 채택하여 적극적인 탈공산화 및 탈러시아화 정책을 시작했다.[42]
- 2017년 7월 1일, 체르니우치 시의회는 모스크바 올림픽 거리를 시치 소총수 거리로 변경했다.[43]
- 2017년 12월 14일, 키이우주 의회는 페레야슬라우-흐멜니츠키의 이름을 페레야슬라우로 변경하는 것을 지지했다.[44]
- 2019년 10월 30일, 최고 라다는 페레야슬라우-흐멜니츠키 시의 역사적 이름인 페레야슬라우를 되돌려주었다. 이는 시의회의 요청에 따라 이루어졌다.[45]
- 2020년 10월 9일, 우크라이나 내각은 "특정 자연 보호 구역의 지명 및 대상 변경에 관한 결의안"을 채택했다.[46]
- 2022년 4월 13일, 이바노프란키우스크 자치체에서 러시아와 관련된 37개 거리가 변경되었다.[47]
- 2022년 10월, 크라스노흐라드 시의회는 (그중에서도) 푸시킨 거리와 유리 가가린 거리를 변경했다.[48]
- 2023년 3월 21일, 최고 라다는 러시아 제국 및 소련과 관련된 지명을 불법화했다.[4] 이 법의 설명 노트에는 "점령국을 찬양, 영구화, 홍보 또는 상징하는 지리적 대상에 이름 부여 금지"라고 명시되어 있다.[4] 다음 달, 볼로디미르 젤렌스키 대통령은 이 법에 서명했다.[5]
- 2023년 5월 폴타바는 (소비에트 2차 세계대전 장군) 니콜라이 니키첸코 거리를 조하르 두다예프를 기리기 위해 이름을 변경했다.[49][50]
- 2024년 4월 26일, 하르키우 시의회는 367개의 거리와 2개의 하르키우 지하철 역의 이름을 변경했다. 푸시킨스카("푸시킨") 역은 야로슬라바 무드로호("야로슬라프 1세 무드리")로 변경되어 탈러시아화되었다.[51]
- 2024년 7월 26일, 하르키우 주정부는 48개의 거리와 3개의 하르키우 지하철 역의 이름을 변경했다. 프로스펙트 하하리나("가가린 대로")는 레바다로, 헤로이우 프라치("노동 영웅")는 살티브스카로, 자보드 이메니 말리셰바("말리셰프 공장")는 자보드스카로 변경되었다.[52]
- 2024년 9월 19일, 최고 라다는 327개의 거주지와 4개의 라이온스(raions)의 이름을 변경하기로 투표했다. 이 중 10개 도시가 포함되었다: 노보모스코우스크는 사마르로, 페르쇼트라벤스크는 샤흐타르스케로, 페르보마이스크는 소콜로히르스크로, 몰로도흐바르디이스크는 오타마니우카로, 시비에로도네츠크는 시비에르코도네츠크로, 체르보노흐라드는 솁티츠키로, 드루즈바는 후티르-미하일리우스키로, 크라스노흐라드는 베레스틴으로, 페르보마이스키는 즐라토필로, 바투티네는 바하체베로 변경되었다.[53]
- 2024년 10월 9일, 최고 라다는 유즈노우크라인스크와 유즈네 시의 이름을 각각 유즈노우크라인스크와 피우덴네로 변경했다.[54][55]

### 기념물 철거
- 2022년 4월 26일, 키이우의 소비에트 시대 조국기념비인 우크라이나인과 러시아인 그룹의 청동 조각상이 해체되었다. 흥미롭게도 러시아인을 상징하는 조각상의 머리가 떨어져 나갔다.[56]
- 2022년 4월 21일, 체르니히우에서 조야 코스모데미얀스카야 기념비가 파괴되었고, 9일 후 푸시킨 기념비도 파괴되었다.[57]
- 오데사 건국자 기념비, 일명 예카테리나 2세와 그녀의 동료 호세 데 리바스, 프랑수아 생트 드 볼란트, 플라톤 주보프, 그리고리 포툠킨 기념비는 2022년 12월 28일 철거되었다.[58][59][60]
- 2023년 8월 1일, 키이우의 조국기념비에 있는 망치와 낫을 우크라이나 국장으로 교체하는 작업이 시작되어 8월 6일에 완료되었으며, 이 기념비는 조국기념비로 개명되었다.[61][62]

### 러시아 문화 센터
- 2016년 10월 25일, 르비우주 의회는 러시아 문화 센터를 공유 시설에서 퇴거시키고, 그 공간을 우크라이나 동부에서 친러시아 분리주의자에 대항하는 우크라이나군 작전에 참여하는 단체에 임대하기로 결정했다.[63][64] 2018년 10월 13일, 옛 러시아 문화 센터 건물에 러시아-우크라이나 전쟁 참전 용사 및 재향 군인을 위한 센터인 "용사의 집"이 문을 열었다.[65]
- 2017년 11월 15일, 모스크바 주재 우크라이나 국립 문화 센터(러시아어판)의 매각 가능성에 대한 암시에 대응하여, 최고 라다 의원 그룹은 우크라이나 내 러시아 문화 센터의 폐쇄를 요구했다. 그들은 이 센터들이 러시아 특수 서비스의 전복 활동에 법적 은신처를 제공하는 데 사용되었다고 주장했다.[66]

### 기타
- 2022년 6월 16일 회의에서 우크라이나 교육과학부 실무 그룹은 러시아의 우크라이나 침공과 관련하여 학교 교과서에서 40개 이상의 소비에트 및 러시아 작가 작품을 삭제하기로 결정했다.[67]
- 2023년 2월 7일, 수백만 권의 책들, 대부분 러시아어 책들이 국내 공공 도서관에서 제거되었다.[68]
- 2023년 5월 3일(2차 독회에서), 최고 라다는 "우크라이나 문화유산 보호에 관한 법률 개정안"을 채택하여 "소비에트 및 제국주의 문화 기념물"을 국가 등록부에서 제거하는 것을 합법화했다.[69] 이 법은 "반푸시킨 법"으로 알려졌다.[69]
- 2024년 9월 2일, 우크라이나 국립은행은 코피카(흐리우냐의 1⁄100)의 이름을 역사적인 샤흐로 변경하는 과정을 시작했다.[70][71]

## 같이 보기
- 우크라이나어 억압 연대기
- 탈러시아화
  - 우크라이나의 알렉산드르 푸시킨 기념물 철거
  - 레니노파드
  - 우크라이나의 러시아화
- 탈공산화
  - 러시아의 탈공산화
  - 우크라이나의 탈공산화
    - 우크라이나의 공산주의 기념물 목록
    - 2016년 탈공산화의 일환으로 변경된 우크라이나 지명 목록
    - 우크라이나 탈공산화 법률
- 우크라이나의 인권
- 우크라이나의 언어 정책
  - 소비에트 우크라이나의 우크라이나화 정책의 역전
- 우크라이나의 뤼스트라치야
- 인민 우의 아치, 통칭 "야르모"(멍에)[72][73]
- 우크라이나 국민주의
  - 우크라이나의 국어로서의 우크라이나어 기능 지원에 관한 법률
  - 우크라이나 독립 운동
  - 우크라이나화

### 관련 주제
- 2014년 우크라이나 친러시아 분쟁
- 우크라이나의 유럽 연합 가입
- 러시아의 크림반도 합병
- 러시아의 우크라이나 침공 반전 시위
- 러시아의 지정학
  - 모든 러시아인
  - 유라시아주의
  - 모스크바 제3로마
  - 유로마이단 반대 운동
  - 우크라이나 주둔 러시아 분리주의 세력
  - 루스키 미르
  - 라시즘
- 도네츠크 인민공화국 및 루간스크 인민공화국의 국제적 승인
- 크라솝스키 사건
- 러시아의 우크라이나 침공에 대한 언론 보도
- 러시아 제국주의
- 러시아 민족통일주의
- 러시아 국민주의
- 우크라이나-북대서양 조약 기구 관계
- 러시아의 우크라이나 침공에서 러시아가 저지른 전쟁 범죄
  - 러시아-우크라이나 전쟁에서 우크라이나인 집단학살 혐의
  - 부차 학살
  - 러시아-우크라이나 전쟁 중 아동 납치